# Френсис Тиафо
Френсис Тиафо (на английски: Frances Tiafoe) е американски тенисист.

## Биография
Френсис Тиафо е роден на 20 януари 1998 г. в Хаятсвил, Мериленд, заедно с брат си близнак Франклин. Родителите му Констант (по-известен като Френсис старши) Тиафо и Алфина Камара са имигранти от Сиера Леоне. Баща му имигрира в Съединените щати през 1993 г., а майка му се присъединява към него през 1996 г., за да избяга от гражданската война в тяхната страна. През 1999 г. баща му започва работа като наемен работник в строителна бригада, която изгражда Джуниър Тенис Чемпиънс Център (JTCC) в Колидж Парк, Мериленд. Когато съоръжението е завършено, баща му е нает като попечител и му е даден допълнителен офис, в който да живее в тенис центъра. Братята Тиафо живеят с баща си в центъра по пет дни в седмицата през следващите 11 години. Те се възползват от ситуацията, за да започнат да играят тенис редовно от 4-годишна възраст. Остават при майка си, когато тя не е нощна смяна като медицинска сестра.
На 8-годишна възраст Миша Кузнецов започва да тренира Френсис Тиафо в центъра, като проявява интерес към него, след като вижда неговата работна етика и интерес към спорта. Кузнецов помага на Тиафо да играе на турнири, докато напредва при юношите. Той продължи да тренира Тиафо в продължение на девет години, докато не се премества в Националния тренировъчен център на USTA в Бока Ратон, Флорида.

## Кариера
Френсис Тиафо печели първата си от трите ATP титли на Делрей Бийч Оупън през 2018 г., като става най-младият американец, печелил турнир от ATP Тур след Анди Родик през 2002 г. Той печели втората си титла на клей на първенството на САЩ на клей за мъже през 2023 г. Хюстън. Третата му титла е на трева през 2023 г. Щутгарт Оупън. Той достига до номер 10 в света на сингъл, на 19 юни 2023 г. и номер 160 в света на двойки, на 1 ноември 2021 г. На 19 юни 2023 г.
В турнирите от Големия шлем Тиафо достига четвъртфинал на Откритото първенство на Австралия през 2019 г., а на Откритото първенство на САЩ през 2022 г. достига за първи път полуфинал.

## Кариерна статистика

#### Финали натурнири от сериите Мастърс(1)
| година | турнир          | съперник във финала | резултат      |
| ------ | --------------- | ------------------- | ------------- |
| 2024   | Синсинати Оупън | Яник Синер          | 6–7(4–7), 2–6 |

### ATP финали (3 титли; 10 финала)
|        | П–З | Година | Турнир                | Клас         | Настилка   | Опонент              | Резултат                 |
| ------ | --- | ------ | --------------------- | ------------ | ---------- | -------------------- | ------------------------ |
| Победа | 1–0 | 2018   | Делрей Бийч Оупън     | 250 серии    | Твърда     | Петер Гойевчик       | 6–1, 6–4                 |
| Загуба | 1–1 | 2018   | Ещорил Оупън          | 250 серии    | Клей       | Жоао Соуса           | 4–6, 4–6                 |
| Загуба | 1–2 | 2021   | Виена Оупън           | 500 серии    | Твърда (з) | Александър Зверев    | 5–7, 4–6                 |
| Загуба | 1–3 | 2022   | Ещорил Оупън          | 250 серии    | Клей       | Себастиан Баес       | 3–6, 2–6                 |
| Загуба | 1–4 | 2022   | Япония Оупън          | 500 серии    | Твърда     | Тейлър Фриц          | 6–7(3–7), 6–7(2–7)       |
| Победа | 2–4 | 2023   | Ю Ес Клей Чемпиъншипс | 250 серии    | Клей       | Томас Мартин Ечевери | 7–6(7–1), 7–6(8–6)       |
| Победа | 3–4 | 2023   | Щутгарт Оупън         | 250 серии    | Трева      | Ян-Ленард Щруф       | 4–6, 7–6(7–1), 7–6(10–8) |
| Загуба | 3–5 | 2024   | Ю Ес Клей Чемпиъншипс | 250 серии    | Клей       | Бен Шелтън           | 5–7, 6–4, 3–6            |
| Загуба | 3–6 | 2024   | Синсинати Оупън       | Мастърс 1000 | Твърда     | Яник Синер           | 6–7(4–7), 2–6            |
| Загуба | 3–7 | 2025   | Ю Ес Клей Чемпиъншипс | 250 серии    | Клей       | Дженсън Бруксби      | 4–6, 2–6                 |